# 卡西角 (加利福尼亞州)
卡彭西角（英語：Casey Corner）是位於美國加利福尼亞州內華達縣的一個非建制地區。該地的面積和人口皆未知。

## 地理
卡彭西角的座標為39°11′50″N 120°10′41″W / 39.19722°N 120.17806°W，而該地的平均海拔高度為432米（即1417英尺）。